# The Undertaker
Mark William Calaway (* 24. března 1965, Houston), lépe známý pod přezdívkou The Undertaker, je bývalý profesionální wrestler. Nejznámější je jeho působení ve společnosti WWE. Ve společnosti se i po ukončení své kariéry zřídka objevuje v různých segmentech, nebo přímo v ringu.

## Život a rodina
Narodil se 24. března 1965 v Houstonu v Texasu, kde bydlel se svými rodiči Catherine a Frankem Calawayovi a také se svými pěti sourozenci. Má dvě dcery Gracie a Chasey a syna Gunnera Vincenta Calawaye, se svojí bývalou manželkou Jody Lynn. Mezi jeho záliby patří basketbal, kterému se v mládí hodně věnoval a také choppery. V roce 2010 si vzal za ženu americkou profesionální wrestlerku Michelle McCool.

## Kariéra
Debutoval v roce 1984 v WCCW, tehdy ještě pod ringovým jménem Texas Red. 
Kontrakt s tehdy ještě WWF (dnešní WWE) podepsal 22. listopadu 1990. Od této doby působil pouze v této společnosti. Když přišel do WWF netrvalo moc dlouho a začínal získávat oblibu fanoušků. Jeho první Wrestlemania byla Wrestlemania VII, kde zápasil proti Jimmymu Snukovi. Na Survivor Series 1991 připravil o titul WWF Championa Hulka Hogana, ale o titul přišel o 6 dní poté a zpět ho získal Hogan. V roce 1994 vyzval o titul WWF Championa Yokozunu. Titul ale nezískal. Kvůli jeho zranění se na scéně objevil jeho dvojník, kterého fanoušci přezdívali "Underfaker", hrál ho Brian Lee. Undertaker se vrátil a zápasil proti němu na Summerslame 1994, kde zvítězil. Jako jeden z mála se v ringu setkal s takovými hvězdami jako The Ultimate Warrior, Hulk Hogan, Stone Cold, The Rock, Kane, Triple H a spousta dalších. Během let svého působení změnil několikrát svůj gimmick. Jeho asi nejslavnější gimmicky byl mrtvý muž a poté motorkář. Měl i spousty zápasů s wrestlerem Kanem. Tyto zápasy byly velmi často označované jako zápas "Monster vs. Monster". Undertaker a Kane vytvořili spolu snad jeden z nejznámějších tag týmů v historii wrestlingu a to Brothers of Destruction, se kterým získali i několik titulů. Na Survivor Series 2003 Kane v zápase Undertaker vs. Vince McMahon pohřbil svého přítele Undertakera. Ten se pak nějaký čas neobjevil, ale to vše si dokonale vynahradil při svém návratu na Wrestlemanii 20, po němž si Undertaker změnil gimmick znovu na mrtvého muže.
V roce 2009 měl spor se CM Punkem o World Heavy Weight Championchip který vyvrcholil na Pay-Per-View akci Hell in a Cell, kde Undertaker titul získal a obhajoval jej do akce Elimination Chamber, kde ho porazil Chris Jericho. Do roku 2013 byl na Wrestlemanii neporažen. Až na Wrestlemanii 30 a 33 kdy byl poražen Brockem Lesnarem a Romanem Reignsem.
Dne 2. dubna 2017 ukončil kariéru po 27. letech nechává rukavice kabát a i jeho klobouk v ringu na Wrestlemanii 33. Ale 3. listopadu 2017 přišla i informace, že se opět ukáže v ringu. Na ikonické show RAW pronesl jedno ze svých klasických prom. V roce 2018 se v show RAW objevil John Cena, kde vyzval Undertakera na zápas na Wrestlemanii 34. Po zápase s Johnem Cenou, který trval zřídka 3 minuty Undertaker oznámil, že se vrací z důchodu, což odstartovalo jeho poslední působení v této společnosti. Kariéru oficiálně ukončil v roce 2020 zápasem s AJ Stylesem na Wrestlemanii 36 čímž také zakončil svůj legendární streak. V roce 2022 byl oficiálně uveden do síně slávy WWE.

## Zakončovací chvaty
- Tombstone Piledriver (1990-2020)
- Hell's Gate (2008-2019)
- Chokeslam (1990-2020)
- The Last Ride (2001-2017)
- Triangle Choke (2003-2008)
- Heart Punch -WCW
- Callous clutch -WCW
- Indisius slam -WCW

## Používané chvaty
- velká bota (big boot)
- stará škola (old school)
- flying clothesline z rohu (diving flying clothesline)
- turnbuckle body splash nebo clothesline (turnbuckle body splash or clothesline)
- kroucení ruky (arm twist)
- vzpěra füjiwara (füjiwara armbar)
- pád nohy (leg drop)
- elbow do středního-místa (elbow to mid-section)
- lítající clothesline (flying clothesline)
- gilotinový pád nohy na apron-bound protihráče (guilottine leg drop onto an apron-bound opponent)
- loket na hlavu apron-bound protihráči (elbow on apron-bound head of opponent)
- vysoký skok střemhlav - z ringu (high angle suicide dive)
- DDT za běhu (running DDT)
- krok a postranní slam (sidewalk slam)
- postranní slam (side slam)
- hadí oči někdy následované velkou botou (snake eyes somewhen followed by big boot)
- pažní klíč následovaný ramenními údery (arm wrench followed by shoulder thrusts)
- útok loktem (elbow strike)
- pravá pěst (right punch)
- pravý zvedák (right uppercut)
- superplex (suplex z rohu)
- zadní loket při obraně (back elbow at defense)

## Získané tituly
- WCCW Texas Heavyweight Champion (1x)
- USWA Unified World Heavyweight Champion (1x)
- WWF Champion (3x)
- Undisputed WWE Champion (1x)
- WWF World Tag Team Champion (6x)
- WCW World Tag Team Champion (1x)
- World Heavyweight Champion (3x)
- WWF Hardcore Champion (1x)
- Royal Rumble (2007)
- Undefeated (21-0) at WrestleMania
- Slammy awards winner (6x)

## Wrestlemania rekordy
Jeho aktuální skóre z WrestleManie je 25:2
- Wrestlemania VII 1991 	Jimmy Snuka,
- Wrestlemania VIII 	1992 	Jake Roberts,
- Wrestlemania IX 	1993 	Giant Gonzáles,
- Wrestlemania XI 	1995 	King Kong Bundy,
- Wrestlemania XII 	1996 	Diesel,
- Wrestlemania XIII 	1997 	Sycho Sid,
- Wrestlemania XIV 	1998 	Kane,
- Wrestlemania XV 	1999 	The Big Boss Man,
- Wrestlemania XVII 2001	Triple H,
- Wrestlemania XVIII 2002 	Ric Flair,
- Wrestlemania XIX 2003 	The Big Show a A-Train,
- Wrestlemania XX 2004 	Kane,
- Wrestlemania XXI 2005 	Randy Orton,
- Wrestlemania XXII 2006 	Mark Henry,
- Wrestlemania XXIII 2007 	Batista,
- Wrestlemania XXIV 2008 	Edge,
- Wrestlemania XXV 2009 	Shawn Michaels,
- Wrestlemania XXVI 2010 	Shawn Michaels,
- Wrestlemania XXVII 2011	Triple H,
- Wrestlemania XXVIII 2012	Triple H,
- Wrestlemania XXIX 2013 	CM Punk,
- Wrestlemania XXX 2014 	Prohra s Brockem Lesnarem (1. prohra ve WrestleMania),
- Wrestlemania XXXI 2015 	Bray Wyatt,
- Wrestlemania XXXII 2016 	Shane McMahon,
- WrestleMania XXXIII 2017 	Prohra s Romanem Reignsem (jeho 2. prohra ve WrestleMania),
- WrestleMania XXXIV 2018 	John Cena,
- WrestleMania XXXVI 2020 	AJ Styles